# Gelbe Post
Die Gelbe Post war eine deutschsprachige Emigrantenzeitschrift in Shanghai von 1939 bis 1940, die vor allem kulturelle Themen beinhaltete.

## Geschichte
Am 1. Mai 1939 erschien die erste Ausgabe der Gelben Post in Shanghai, Herausgeber und Chefredakteur war der jüdische Publizist  Adolf Josef Storfer, der vorher unter anderem Direktor  des Psychoanalytischen Verlages und Verleger von Werken von Sigmund Freud gewesen war.
Sie wurde zunächst
bis Juli halbmonatlich herausgegeben, die siebente Ausgabe erschien aber erst im November. Im Dezember wurden  alle Ausgaben noch einmal in einem Band gedruckt und auch in den USA und Westeuropa verkauft.
Seit Anfang Januar 1940 erschien  die Gelbe Post täglich. Im August verkaufte sie der Herausgeber Adolf Josef Storfer an Ossi Lewin, den Chefredakteur der deutsch- und englischsprachigen Konkurrenzzeitschrift Shanghai Jewish Chronicle, der das Erscheinen sofort einstellte.

## Inhalt
Übersicht
In den ersten Ausgaben der Gelben Post waren vor allem Beobachtungen und Reflexionen über das alltägliche Leben in Shanghai  und zu weiteren kulturellen Themen enthalten, auch aus psychoanalytischer Perspektive. Ein Thema war das Leid vieler armer Chinesen, die Probleme hatten, ihr eigenes Leben in einer Stadt zu sichern, die vor allem durch  die kapitalistischen   Aktivitäten britischer und nordamerikanischer Unternehmen geprägt war. Dieses wurde auch mit dem Leiden vieler Juden in Europa verglichen.
Am spektakulärsten war ein Vorabdruck aus Sigmund Freuds letztem Werk Der Mann Moses und die monotheistische Religion, der auch nach  Wien geschickt und dort illegal weiterverbreitet wurde.
Inhaltsangabe (Auswahl)
Einige Artikel aus den ersten beiden  Nummern
- Hut ab vor dem Kuli — 1 Fusstritt = 10 Cents — Bedrohte Rattenherrlichkeit (A. J. Storfer)
- Die Mitarbeit der chinesischen Frau (Dr. Feng Shan Ho)
- Chinesische Sprichwörter
- Bodenpreise und Mieten in Shanghai (Realtor)
- Die Psychoanalyse in Japan (Prof. Dr. Kiyoyasu Marui)
- Zur Psychoanalyse der chinesischen Schrift (Dr. J. L. McCartney)
- Die Juden von Kaifengfu. „Die Sekte derer, die die Sehnen herausreissen.“ (A. J. Storfer)
- Chinesisches Propagandatheater
- Lepra und Aberglaube (Nach einem Vortrag von Prof. Dr. F. Reiss)
- Ka-de-O. Bummel durch ein chinesisches Warenhaus (J. R. Kaim)
- Die Fünf Tiger (Daniele Vare)
- Chinesische Filme (A. J. St.)

## Zitate
Der Kunsthistoriker Lothar Brieger beschrieb den Alltag in Shanghai drastisch

„Gestern war hier eigentlich nichts Besonderes los. Ein chinesischer Redakteur mit seinem Freunde wurde erschossen, zwei Rechtsanwälte wurden schwer verwundet, ein Bombenattentat demolierte erhebliche Teile eines chinesischen Verlagshauses, also tatsächlich nur das, was man hier in Shanghai einen ruhigen Tag nennen könnte.“

Und über eine junge Mutter

„Da sah mich die junge Mutter mit einem Blicke schmerzlichen Erstaunens an, dann lächelte sie unendlich liebevoll, unendlich gütig auf das saugende Kind herab.  (...) Nun sah ich sie wieder. Sie (...) hielt in ihrem Arme etwas in ein großes Tuch gehüllt. Vorsichtig um sich blickend, blieb sie nun einige Schritte zurück, während die anderen Chinesen weiter rannten. Jetzt nutzte sie eine Minute des Alleinseins und legte etwas an der Mauer meinem Hause gegenüber nieder. Dann eilte sie den Uebrigen nach, als hätte sie Feuer hinter sich. (...) Es war einer der einfachen, aus gelben Latten roh zusammengeschlagenen chinesischen Kindersärge. Sie muss das Kind sehr geliebt haben.“